# Medvedemolpus basilianus
Medvedemolpus basilianus – gatunek chrząszcza z rodziny stonkowatych, podrodziny Eumolpinae i plemienia Nodinini.
Gatunek ten opisany został w 2010 roku przez Aleksieja G. Mosejkę.
Chrząszcz o ciele długości 5,2 mm i szerokości 3,3 mm, ubarwiony żółto z białawożółtymi czułkami i stopami. Przedplecze półtora raza szersze niż dłuższe, najszersze przed nasadą, prawie niepunktowane, natomiast punktowanie występuje na przedpiersiu i śródpiersiu. 2,1 razy dłuższe niż przedplecze pokrywy mają regularne rządki punktów i są pozbawione wzoru. Genitalia samca o ściętym wierzchołku edeagusa.
Owad znany tylko z filipińskiej wyspy Basilan.